# فردریک دبلیو. مولکی
فردریک ویلیام مولکی (به انگلیسی: Frederick William Mulkey) سناتور سابق عضو حزب جمهوری‌خواه ایالات متحده آمریکا بود. وی در سال ۱۹۰۷ و ۱۹۱۸ میلادی سناتور ایالت اورگن در سنای ایالات متحده آمریکا بود.